# Kalundre
Kalundre es una ciudad censal situada en el distrito de Raigad en el estado de Maharashtra (India). Su población es de 6626 habitantes (2011). Se encuentra a orillas del río Kalundre, a 36 km de Bombay y a 103 km de Pune.

## Demografía
Según el censo de 2011 la población de Kalundre era de 6626 habitantes, de los cuales 3515 eran hombres y 3111 eran mujeres. Kalundre tiene una tasa media de alfabetización del 87,71%, superior a la media estatal del 82,34%: la alfabetización masculina es del 90,87%, y la alfabetización femenina del 84,11%.